# Ригочные
Ригочные — пресноводные озёра на территории Амбарнского сельского поселения Лоухского района Республики Карелии.

## Общие сведения
Площадь озёр — 1,1 км², площадь водосборного бассейна — 179 км². Располагаются на высоте 34,0 метров над уровнем моря.
Водоём представляет собой два небольших озера, соединённых протоками. Форма озёр лопастная. Берега изрезанные, каменисто-песчаные, местами заболоченные.
Через озёра течёт река Кятка, впадающая в Белое море.
В озёрах более десяти безымянных островов различной площади, однако их количество может варьироваться в зависимости от уровня воды.
Населённые пункты вблизи водоёма отсутствуют.
Код объекта в государственном водном реестре — 02020000711102000002897.